# Пластоцианин

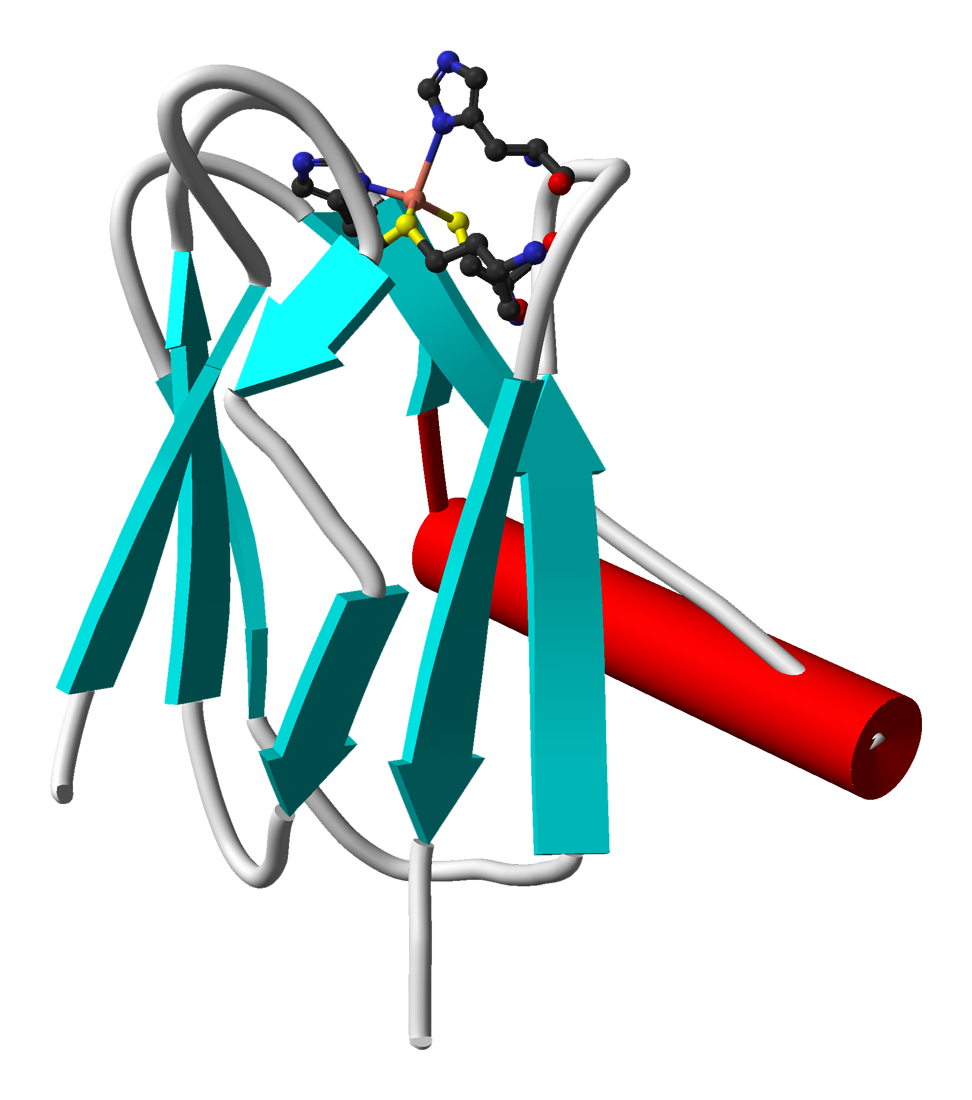
Структура взята с PDB 3BQV.

Пластоцианин — медьсодержащий белок, вовлечённый в транспорт электронов от фотосистемы II к фотосистеме I. Этот мономерный белок, состоящий у большинства сосудистых растений из 99 аминокислот, имеет молекулярную массу около 10,5 кДа. Он является представителем пластоцианинового семейства медьсвязывающих белков.

## Функции
В фотосинтезе пластоцианин играет роль переносчика электронов от цитохрома f из цитохром-b6/f-комплекса к P700+ из фотосистемы I. Цитохром-b6/f-комплекс и фотосистема I — это заякоренные в мембране белковые комплексы, активные центры которых расположены на люмиальной стороне мембраны тилакоида. Цитохром f является донором электронов, в то время как P700+ принимает электрон от восстановленного пластоцианина.

## Структура

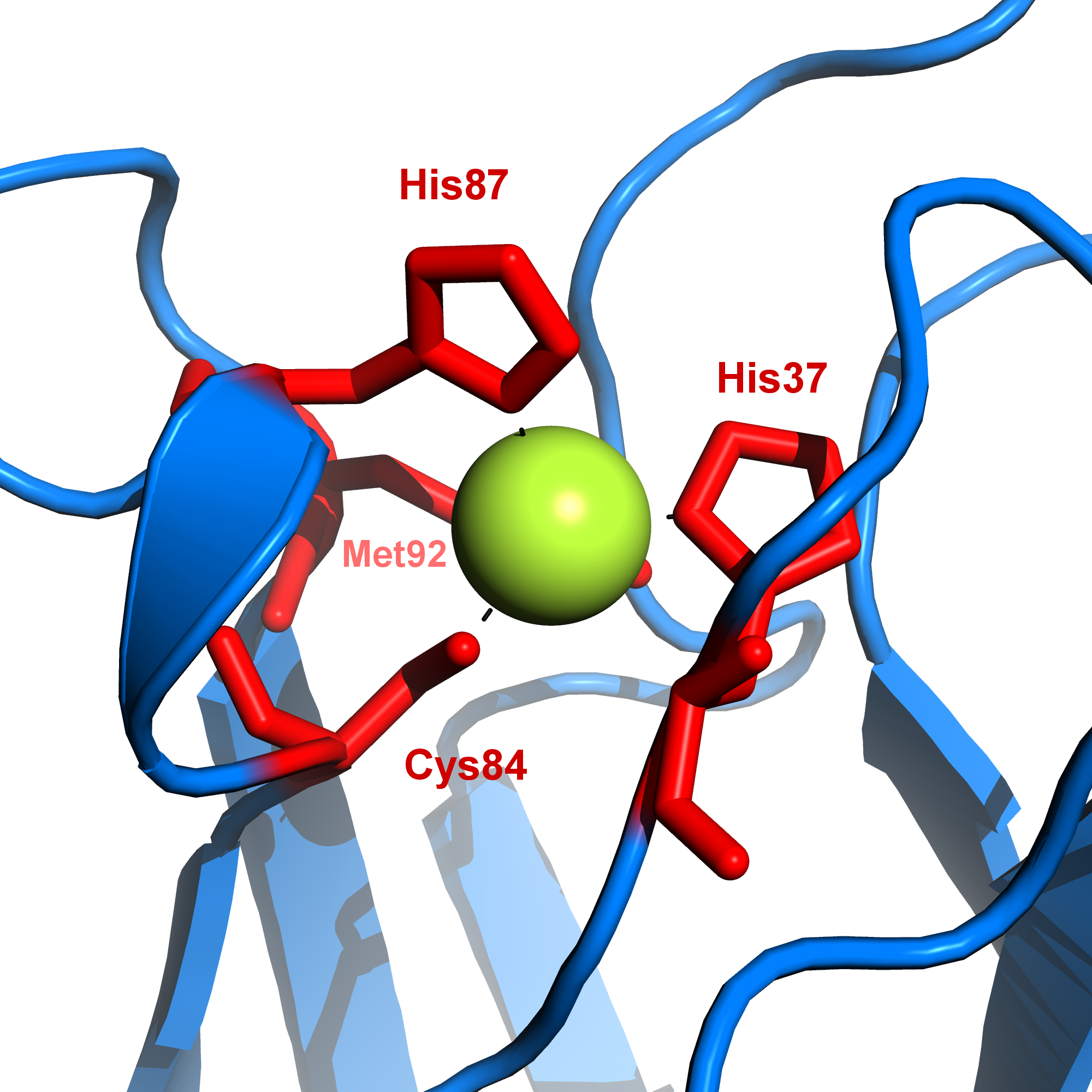
Сайт связывания меди в молекуле пластоцианина. Красным показаны четыре аминокислотных остатка, связывающих атом металла

Пластоцианин был первым из медьсодержащих белков, структура которого была расшифрована при помощи рентгеноструктурного анализа. Его третичная структура — это бета-бочка, характерная для белков, которые связываются с другими белками.
Хотя третичная структура молекулы пластоцианина различна для высших растений, водорослей и цианобактерий, структура медь-связывающего сайта крайне консервативна. Обычно его описываю как «искаженную тригональную пирамиду», основание которой состоит из двух атомов азота (N1 и N2) от двух гистидинов и атома серы (S1) из цистеина. Вершину пирамиды формирует атом серы (S2) из осевого метионина. «Искажение» происходит по длине связи между медью и серосодержащими лигандами: связь Cu-S1 короче (207 пикометров) чем Cu-S2 (282 пикометров).
Удлинённая связь Cu-S2 дестабилизирует CuII и увеличивает редокс-потенциал белка. Голубая окраска белка (пик поглощения 597 нм) объясняется влиянием связи Cu-S1 где происходит перенос заряда от Spπ к Cudx2-y2.
Когда пластоцианин восстановлен, His-87 становится протонированным с pKa = 4,4. Протонирование заставляет его отделится от атома меди и сайт связывания становится плоским треугольником.
Хотя поверхность молекулы пластоцианина рядом с медь-связывающим сайтом может различаться, все пластцианины имеют гидрофобную поверхность, окружающую неприкрытый гистидин, образующий связь с медью. В растительных пластоцианинах по обе стороны от высококонсервативного тирозина-83 располагаются кислотные остатки. Пластоцианины водорослей и сосудистых растений из семейства сельдерейных обладают схожими кислотными остатками, но отличаются от растительных пластоцианинов по форме — у них отсутствуют 57-й и 58-й аминокислотные остатки. У цианобактерий распределение заряженных аминокислотных остатков по поверхности белка отличается от эукариотических пластоцианинов, а их структура может сильно отличаться у разных видов бактерий. У многих цианобактерий пластоцианин состоит из 107 аминокислотных остатков. Хотя кислотные участки у бактерий не консервативны, всегда присутствует гидрофобный участок. Полагают, что его функция состоит в связывании и узнавании участков других белков, вовлечённых в процесс переноса электрона.

## Реакции
Пластоцианин (Cu2+Pc) восстанавливается цитохромом f:
Cu2+Pc + e- → Cu+Pc
После восстановления Cu+Pc связывается с субъединицей F фотосистемы I. P700+ окисляет Cu+Pc:
Cu+Pc → Cu2+Pc + e-
Редокс-потенциал пластоцианина — около +0,37 В, а изоэлектрическая точка — при pH около 4.